# Enragés
Los enragés (en español, rabiosos, furiosos) fueron un grupo radical de la Revolución francesa que actuó en uno de los momentos más críticos de su desarrollo —entre la crisis de subsistencias de la primavera de 1792, que precedió a la caída de la Monarquía en agosto, y la proclamación del Terror a la orden del día por la Convención en septiembre de 1793—. Los enragés estuvieron estrechamente relacionados con el movimiento de los sans-culotte a cuya reivindicación de la «igualdad de goces» quisieron dar una fundamentación teórica e intentaron concretar en un programa político. Sin embargo, no formaban un grupo o un movimiento coherente y nunca consiguieron coordinar su acción, por lo que no puede hablarse propiamente de una doctrina "enragé". Sus miembros más destacados fueron el cura Jacques Roux, Jean-François Varlet y Jean Théophile Victor Leclerc. También formó parte del grupo una mujer, la actriz Claire Lacombe.

## Historia
La actividad de los enragés comenzó en la primavera de 1792, un momento crítico para la Revolución francesa como consecuencia, entre otras razones, de la fuga de Varennes del rey Luis XVI del verano anterior. El líder de los enragés Jacques Roux hizo público entonces el Discurso sobre los medios para salvar Francia y la libertad, que contenía el proyecto del grupo. Éste incluía el «establecimiento de almacenes públicos en los que el precio de las mercancías se pondrá a subasta, en todas las ciudades y aldeas», y la aplicación de la pena de muerte a los «acaparadores», en un momento en que se había iniciado una aguda crisis de subsistencias que estaba afectando gravemente a las clases populares.
Tras la caída de la monarquía de Luis XVI en agosto de 1792 y la proclamación de la República al mes siguiente, los enragés presentaron el 25 de octubre ante la Convención el Proyecto de Ley relativo a los alimentos, redactado por Taboreau de Montigny, en el que aparecía reflejada la aspiración sans-culotte a la democracia social. Ante la escalada de los precios de los bienes de primera necesidad y el aumento del número de indigentes —que el Proyecto atribuía a «la desigual distribución de los productos en las distintas clases de la sociedad», por lo que decir «que los recursos de la naturaleza no son suficientes para alimentar a toda la población es blasfemar contra el Creador ridiculizando la organización física de la creación»—, se reclamaba la aprobación de «una ley compensadora que suba el salario a nivel del precio habitual de los comestibles, o que baje el precio de los comestibles al nivel del salario». También se criticaba la liberación del comercio del grano —se proponía la creación en cada ciudad de un almacén nacional— y se exigían medidas drásticas contra los propietarios y los comerciantes que acapararan el grano o lo vendieran por encima del precio tasado, y que de nuevo incluían la pena de muerte —«la sed de riqueza no puede apagarse más que en arroyos de sangre», se decía en el Proyecto—.
Dos meses después, y en pleno proceso de la Convención contra el rey depuesto, Roux publicó su Discurso sobre el juicio de Luis el Último, sobre la persecución de agitadores, acaparadores y traidores en el que decía que no bastaba con reclamar la muerte del rey Luis XVI, pues tampoco había que tolerar a los que «amontonan en los graneros de la codicia los productos de primera necesidad y someten las lágrimas y el empobrecimiento del pueblo a sus cálculos».
Al año siguiente los enragés justificaron los motines y los asaltos a las tiendas, como un medio de «restituir al pueblo lo que le hacían pagar demasiado caro desde hace mucho tiempo». Esta actitud fue denunciada por los jacobinos como «un complot urdido contra los propios patriotas» ya que el pueblo tenía mejores cosas que hacer que sublevarse «contra mezquinos mercaderes».

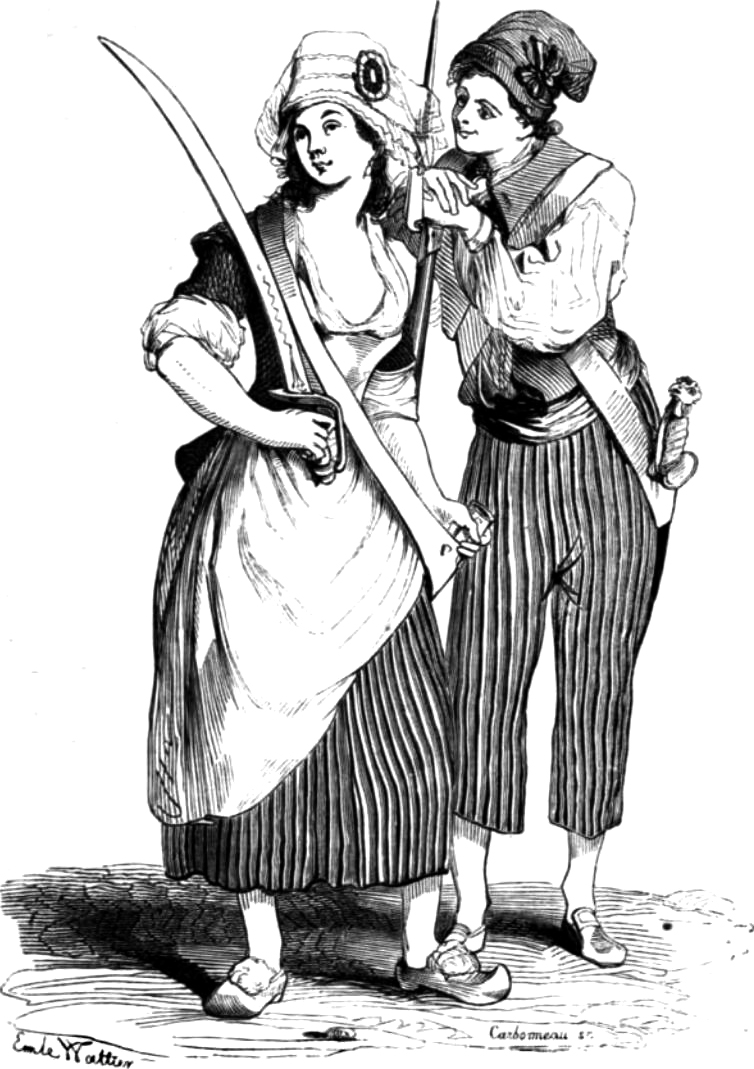
Pareja de sans-culottes.

El cénit de la actuación de los enragés tuvo lugar en junio de 1793, inmediatamente después de la caída de los girondinos. El día 8, Varlet leyó ante el Consejo General de la Comuna de París la Declaración solemne de los derechos del hombre en el estado social, en el que se defendía la democracia directa frente a la democracia representativa —«El soberano debe presidir constantemente el cuerpo social. No debe estar nunca conforme con que se le represente»— por lo que los diputados eran sólo «delegados subordinados», «mandatarios», «procuradores», y se distinguían cuatro clases de propiedades, para evitar la «opresión de los ricos» y «la desproporción enorme de las fortunas»: «La primera, la más sagrada, la que todo hombre tiene el derecho de reclamar, de exigir, es la que asegura con holgura los medios primarios de existencia», por lo que equivale al derecho a la vida; «la segunda propiedad, también fundamental, consiste en el ejercicio de la beneficencia a favor de los indigentes, impartida en forma de reposo si están enfermos, son viejos, inválidos o en un estado físico que les impide ser útiles y, si el pobre es útil, socorriéndole con un empleo»; «la tercera propiedad es el producto de la industria comercial o agrícola, o el salario cobrado por un empleo, o por una función pública o privada»; «la cuarta propiedad se compone de patrimonios, de herencias o donaciones». Y a continuación se decía que «la fortuna amasada a expensas de los bienes públicos, mediante el robo, la especulación, el monopolio y el acaparamiento, pasa a ser propiedad nacional desde el momento en que la sociedad tiene, en forma de hechos constantes, pruebas de conclusión».
El 20 de junio Jacques Roux propuso en el club de los Cordeliers que se incluyera en el proyecto de Constitución que estaba discutiendo la Convención la pena de muerte para los acaparadores y los especuladores, pues de lo contrario «podremos decir a La Montaña: no habéis hecho nada por los sans-culottes». Y a continuación hizo el siguiente llamamiento: «Que todo el pueblo cerque a la Convención y le grite unánimemente: ¡Adoramos la libertad, pero no queremos morir de hambre!».
Cinco días después el mismo Roux presentaba ante la Convención el Comunicado a la Convención nacional en nombre de la sección de Gravilliers, de Bonne-Novelle y del club de los Cordeliers en el que se exponían las reivindicaciones de los enragés y de los sans-culottes y se conminaba a la Convención a satisfacerlas bajo amenazas:

El acta constitucional va a ser presentada para la sanción del soberano. Y ¿habéis proscrito la especulación? No ¿Habéis impuesto pena de muerte contra los acaparadores? No ¿Habéis delimitado en qué consiste la libertad de comercio? No ¿Habéis prohibido la venta de dinero acuñado? No. ¡Pues bien! Afirmamos que no habéis hecho lo suficiente a favor del bienestar del pueblo. La libertad no es más que un fantasma hueco cuando una clase de hombres puede condenar a otra impunemente al hambre. La igualdad no es más que una palabra vana cuando el rico, mediante el monopolio, ejerce un derecho de vida o muerte sobre sus semejantes. La República no es más que un invento sin sentido cuando la contrarrevolución se fragua diariamente mediante el alza de los precios de los productos que las tres cuartas partes de la población no pueden adquirir sino a costa de un gran esfuerzo. […] La libertad de comercio es el derecho de usar y fomentar el uso, y no el derecho de tiranizar e impedir usar. Los artículos necesarios para todos deben ser vendidos a un precio asequible. Pronunciaos, pues, una vez más… Los sans-culottes con sus picas harán cumplir vuestros decretos.

La Convención se indignó ante el tono y las amenazas de Roux y lo expulsó de la tribuna. El diario de Marat L'Ami du peuple, le llamó «incendiario de la sección de Gravilliers» y Robespierre «escritor mercenario», una insinuación «absolutamente calumniosa», según el historiador Albert Soboul, porque «no puede ponerse en duda la sinceridad de los enragés, ni su ardor por la causa del pueblo».
En septiembre Roux y otros enragés fueron detenidos acusados de contrarrevolucionarios.

## Antecedente del socialismo
El propio Karl Marx consideró a los enragés como uno de los eslabones que condujeron al resurgimiento de la «idea comunista». Así lo afirmó en La Sagrada Familia (1845):

La Revolución francesa hizo salir a la luz ideas que llevan mucho más allá que las del antiguo estado de cosas. El movimiento revolucionario que comenzó en 1789 en el Círculo Social, que tuvo como representantes principales, a lo largo de su evolución, a Leclerc y Roux (los enragés), y sucumbió momentáneamente tras la conspiración de Babeuf, hizo surgir la idea comunista que Buonarroti reintroduciría en Francia, después de la Revolución de 1830.